# 圣纳扎罗-塞西亚
圣纳扎罗-塞西亚（義大利語：San Nazzaro Sesia），是意大利诺瓦拉省的一个市镇。总面积11平方公里，人口708人，人口密度64.4人/平方公里（2009年）。ISTAT代码为003134。